# Krumke
Krumke ist ein Ortsteil der Hansestadt Osterburg (Altmark) in der Altmark in Sachsen-Anhalt.

## Geographie
Das Straßendorf Krumke liegt drei Kilometer nordwestlich von Osterburg im Landschaftsschutzgebiet Ostrand der Arendseer Hochfläche in der Altmark. Im Süden des Dorfes liegt der Schlosspark Krumke mit einem Schloss. Der von Norden kommende kleine Bach, die „Krumme Beke“, fließt in den Schlossteich und in die südlich davon gelegene Biese.
Nachbarorte sind Schliecksdorf im Westen, Krevese im Nordwesten, Polkern im Norden, Osterburg im Südosten und Zedau im Süden.

## Geschichte

### Mittelalter bis Neuzeit
Die Burg Krumke wurde im Jahre 1311 als castrum Crumbecke im Halberstädtischen Lehnsregister erstmals urkundlich erwähnt. 1320 gehörte Crumbeke zum Wittum der Herzogin Anna von Breslau. Im Jahr 1323 heißt die Burg castro Chrumbeche. Nach Annas Tod ging die Burg an den Markgrafen Ludwig von Bayern und seine Nachfolger, die verschiedene Familien belehnten. Im Landbuch der Mark Brandenburg von 1375 heißt es Krumbeke habent illi die Rederen. Weitere Nennungen sind 1541 Krumpke, 1687 Crumcke, 1775 das Krumcksche Kleine Vorwerk und 1804 Krumcke.

### Burg und Schloss Krumke

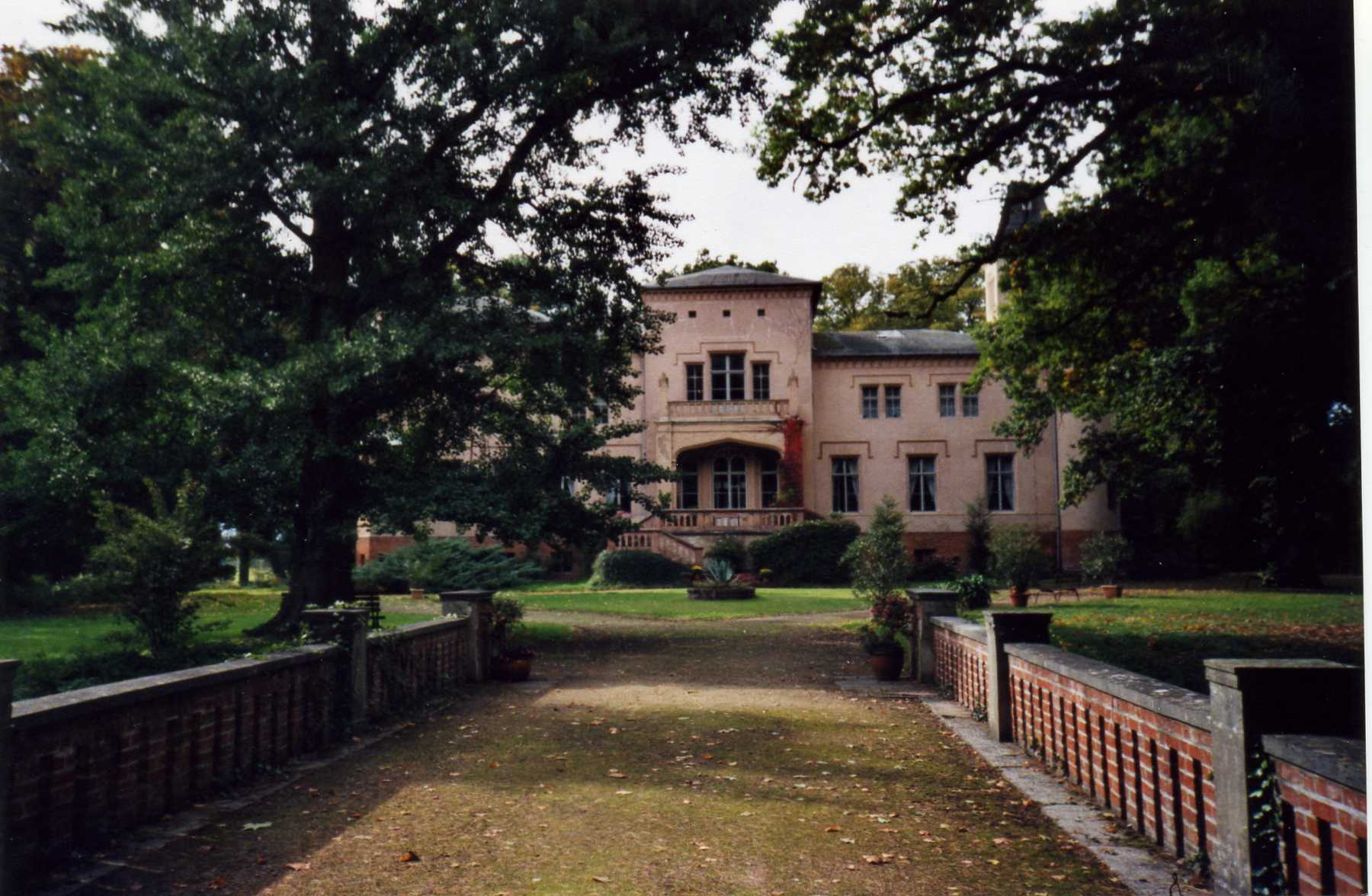
Schloss Krumke

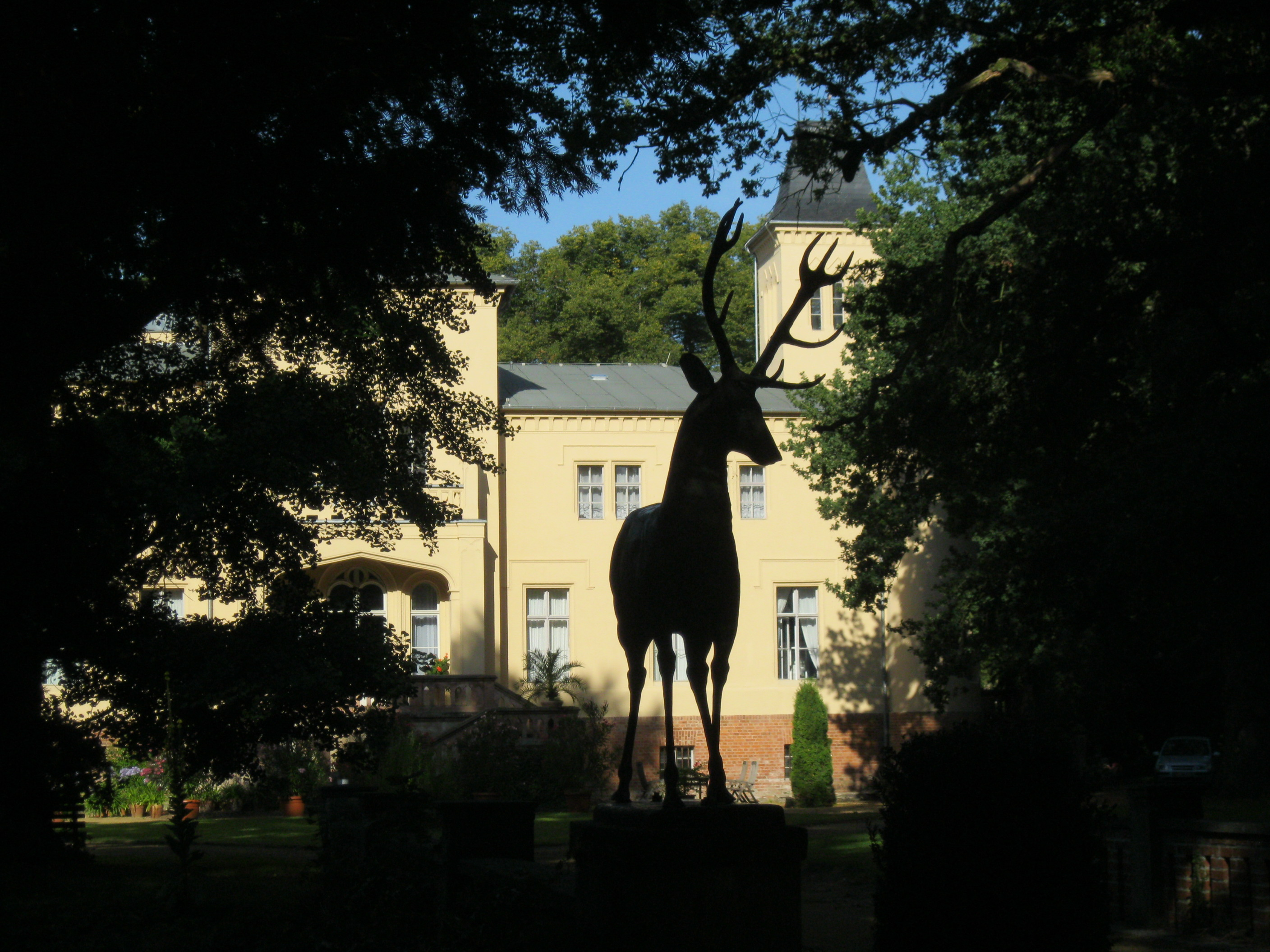
Hirschstatue am Schloss

Aus der früheren Burg entstand 1649 das Schloss Krumke.

### Wüstung Rotenförde – Schäferei Krumke
Wilhelm Zahn berichtete 1909: „Im 17. oder 18. Jahrhundert wurde auf der wüsten Feldmark eine Schäferei des Rittergutes Krumke angelegt. Sie liegt drei Kilometer nordöstlich von Krumke auf der Westseite der Chaussee von Osterburg nach Seehausen. Westlich daran stößt »die alte Hofstelle«. Der südwestlich davon liegende Teil des Waldes heißt noch heute »Beim roten Fort«.“ Der Ort wurde 1238 als Due slavice ville iuxta Osterborgh, una vocatur Tilhorn et alia Rodenvort erstmals urkundlich erwähnt als Graf Siegfried von Osterburg seine Güter resignierte. In dem Ort handelt die Sage von der Wendenschlacht bei Krumke. Der Ort liegt heute mitten im Wald.

### Krumke in der historischen Regionalliteratur – frühere Erwähnungen
Im Jahre 1875 schilderte Adolf Matthias Hildebrandt ausführlich die Geschichte von Dorf und Burg – der Aufsatz ist auch heute noch lesenswert.
August Hofmeister, ein Pfarrer aus Bretsch, berichtete in einem Vortrag im Jahre 1884 über eine Urkunde aus dem Jahre 956 und schloss aus der Urkunde auf eine Existenz der Burg Krumke im Jahre 956, was Historiker heute anders sehen.
Wilhelm Zahn schrieb im Jahre 1909: „Im Jahre 1170 schenkte Markgraf Otto I. dem Bistum Havelberg mehrere Dörfer, darunter“ … einen Teil „des benachbarten Dorfes Losse aber mit Ausnahme des Burgdienstes, den die Bewohner dieser Dörfer ihrem castrum provinciale zu leisten hatten, unter diesem ist für Losse jedenfalls Krumke zu verstehen, zu dessen Burgward es gehört haben muss.“ Diese Annahme wird heute von der Wissenschaft nicht als urkundlicher Beleg betrachtet.

### Herkunft des Ortsnamens
Der alte Ortsname „Crumbecke“ kann abgeleitet werden vom Althochdeutschen crumb für gebogen, gewunden und Beek für Bach, Krumke heißt also Krummbach. Westlich des Schlosses fließt ein kleiner Bach, der aufgrund eines Knickes „Krumme Beke“ genannt wird.

### Eingemeindungen
Dorf und Gut gehörten bis 1807 zum Seehausenschen Kreis, danach bis 1810 zum Kanton Bretsch im Königreich Westphalen, ab 1816 kamen sie in den Kreis Osterburg, den späteren Landkreis Osterburg in der preußischen Provinz Sachsen.
Am 30. September 1928 wurde der Gutsbezirk Krumke mit der Landgemeinde Krumke vereinigt.
Am 25. Juli 1952 wurde die Gemeinde Krumke in den Kreis Osterburg umgegliedert. Am 11. Dezember 1968 wurde die Gemeinde Zedau nach Krumke eingemeindet. Am 1. Februar 1974 wurde die Gemeinde Krumke in die Stadt Osterburg (Altmark) eingemeindet. Krumke und Zedau wurden Ortsteile von Osterburg.

### Einwohnerentwicklung
| Jahr        | 1734 | 1772 | 1789 | 1798 | 1801 | 1818 | 1840 | 1864 | 1871 | 1885 | 1892 | 1895 | 1900 | 1905 |
| Dorf Krumke | 55   | 85   | 185  | 64   | 174  | 182  | 219  | 114  | 088  | 107  | 191  | 107  | 196  | 093  |
| Gut Krumke  |      |      | 115  | 81   |      |      |      | 109  | 124  | 101  |      | 067  |      | 108  |

| Jahr | Einwohner |
| ---- | --------- |
| 1925 | 179       |
| 1939 | 161       |
| 1946 | 260       |
| 1964 | 369       |
| 1971 | 334       |

| Jahr | Einwohner |
| ---- | --------- |
| 2011 | 146       |
| 2012 | 150       |
| 2018 | 163       |
| 2019 | 153       |
| 2020 | 144       |

| Jahr | Einwohner |
| ---- | --------- |
| 2021 | [00]149   |
| 2022 | [0]151    |
| 2023 | [0]141    |

## Religion
Die evangelischen Christen gehören zur Kirchengemeinde Krumke, die früher zur Pfarrei Losse bei Seehausen in der Altmark gehörte und heute Teil des Kirchspiels Osterburg ist, das betreut wird vom Pfarrbereich Osterburg im Kirchenkreis Stendal im Bischofssprengel Magdeburg der Evangelischen Kirche in Mitteldeutschland.
Die ältesten überlieferten Kirchenbücher für Losse stammen aus dem Jahre 1645.
Die katholischen Christen gehören zur Pfarrei St. Anna in Stendal im Dekanat Stendal im Bistum Magdeburg.

## Kultur und Sehenswürdigkeiten

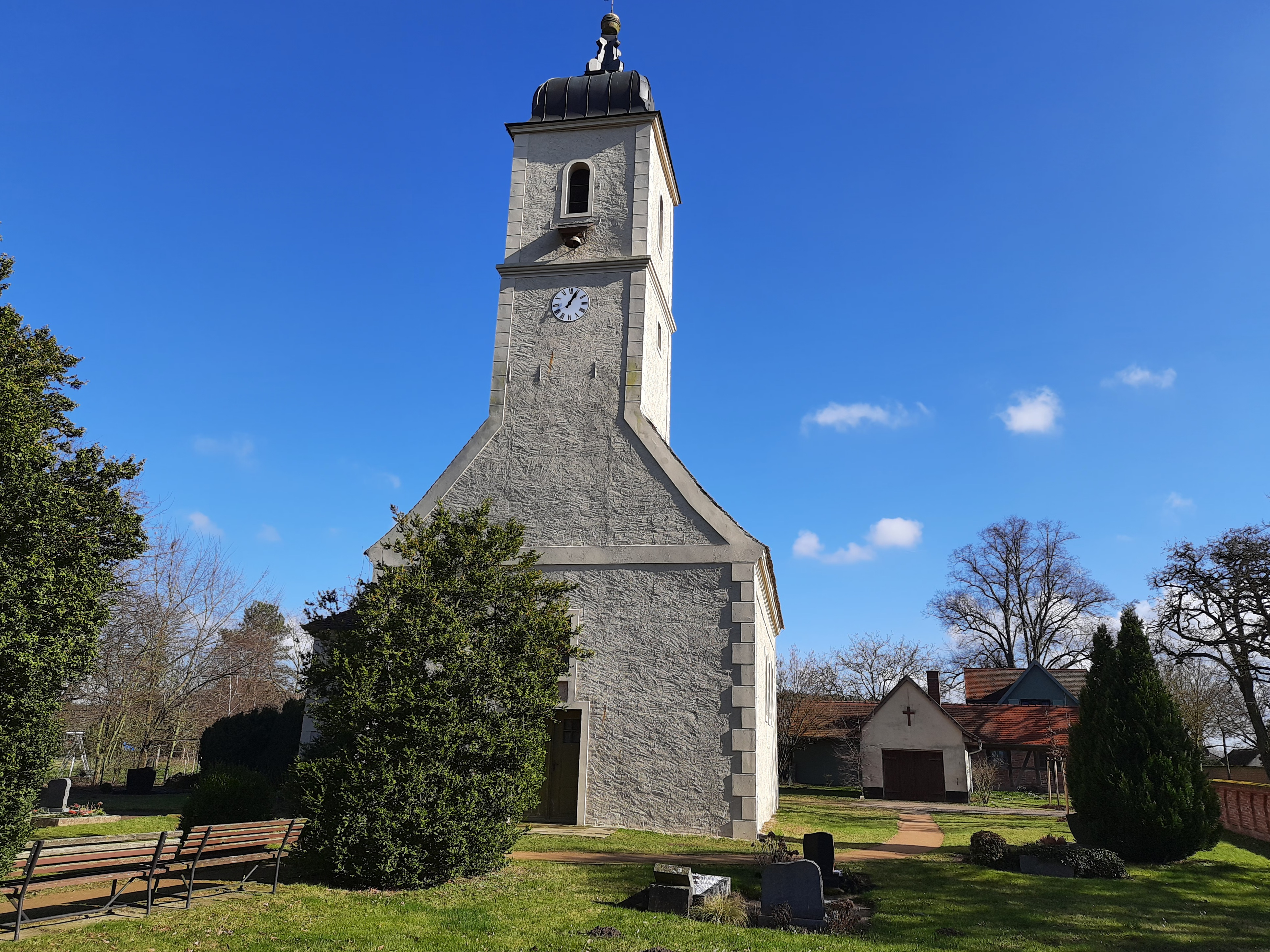
Kirche in Krumke

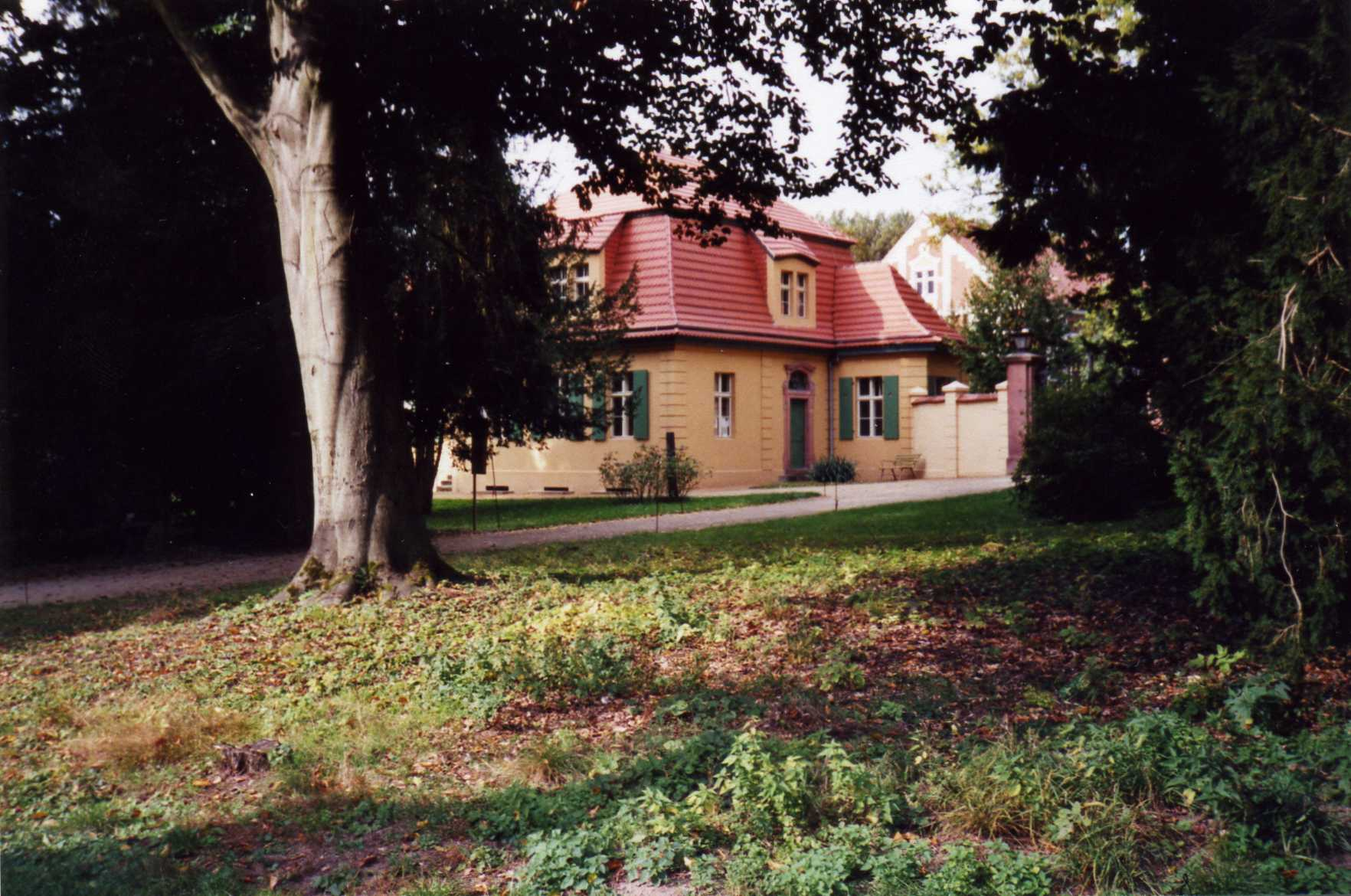
Torhaus Schloss Krumke

- Die evangelische Dorfkirche Krumke ist ein spätromanischer Feldsteinbau aus der Mitte des 12. Jahrhunderts. Der querrechteckige Westturm aus Backstein ist 1724/25 erbaut worden.[31]
- Die Orangerie von 1751, Gutshof und das ehemalige Kutscherhaus befinden sich heute ebenfalls in Privatbesitz. Das Schloss mit dem Park und den angrenzenden Gebäuden steht unter Denkmalschutz.
- Es gibt eine Reitsportanlage mit zwei Reithallen und Außenplätzen. Die Anlage ist Standort einer Voltigiermannschaft, der „Krumker Voltis“, und einer EU-Besamungsstation des Brandenburgischen Haupt- und Landgestüts Neustadt/Dosse.
- In Krumke steht ein Denkmal für die Gefallenen des Ersten und Zweiten Weltkrieges, ein aufgerichteter Findling mit eingravierten Namen und eine später angebrachte Metalltafel.[32]
- Im Westausläufer des Parks befindet sich unter einer mächtigen Eiche eine 1911 errichtete Sandsteinnachbildung des Stein des Guten Glücks (Altar der Agathé Tyché). Die Inschrift auf der Kugel ist in griechischen Buchstaben gehalten. Die Inschrift auf dem Sockel ist stark verwittert.
- Der Ortsfriedhof ist auf dem Kirchhof.

### Schlosspark Krumke
Der Park im Stile eines englischen Landschaftsgartens ist das bedeutendste Gartenkunstwerk in der Altmark. Er entstand um 1850 durch Umgestaltung des Barockgartens. Er ist frei zugänglich. Sehenswert ist seine etwa 400 Jahre alte Buchsbaumhecke und viele seltene Baumarten wie Blutbuche, Sumpfzypresse, Stechpalme und Ginkgobaum. Seit dem 23. Mai 1967 ist er ein geschützter Park, dessen Eigentümer die Stadt Osterburg ist. Der Park wurde in die Liste der 40 schönsten Parks Sachsen-Anhalts aufgenommen („Gartenträume“).

### Kavaliershaus
Das Kavaliershaus wurde durch den „Förderverein Schloss Krumke“ erworben und mit umfangreicher finanzieller Unterstützung des Landes und der EU saniert. In ihm befindet sich ein Gastronomiebetrieb.

## Sage – Wendenschlacht bei Krumke
Pohlmann überlieferte folgende Sage: „In der Nähe des Dorfes Krumke fand einst eine mörderische Schlacht statt. Albrecht der Bär kämpfte dort, wo sich die Schäferei von Krumke befindet, mit dem Anführer der Wenden, Huder von Stade. In dieser Schlacht kam so eine große Menge Krieger von beiden Seiten ums Leben, dass von dem vielen vergossenen Blut die ganze Erde rund umher rot gefärbt und ein im Dorf befindlicher Bach ganz mit Blut angefüllt wurde.“ Christoph Entzelt schrieb im Jahre 1579 dazu „Ward der Bach hernach die rothe Fort genannt“. Hanns H. F. Schmidt erzählte die Sage 1994 unter dem Titel „Die rote Furt“.